# Kevin Barry (cầu thủ bóng đá)
Kevin Thomas Barry (sinh ngày 9 tháng 1 năm 1961) là một cựu cầu thủ bóng đá người Anh who made 18 lần ra sân ở Football League thi đấu ở vị trí thủ môn cho Darlington. Ông đầu quân cho Nottingham Forest mà không thi đấu tại giải vô địch, và thi đấu bóng đá non-league cho Ashington.